# Чубукогуллары
Чубукогуллары (тур. Çubukoğulları) — анатолийский бейлик (эмират) в Восточной Анатолии вокруг городов Харпут и Палу и династия его основавшая и правившая бейликом с 1085 года. В 1113 году часть бейлика с центром в Палу была захвачена Балаком Артукидом, а между 1119 и 1121 годами им была покорена оставшаяся часть бейлика с центром в Харпуте.
В бейлик входили Харпут, Палу, Мазгирт, Чемишкезек, Дерсим, Эгин, Арапгир, Пютюрге.

## История
После поражения византийского императора Романа Диогена в битве при Манцикерте в 1071 году в Анатолию массово стали переселяться тюркские племена, поскольку Византия не могла защищать свои границы. Был основан султанат с центром в Конье. Сельджукские племена под управлением беев начали заселять территорию Малой Азии. Военачальники Алп-Арслана захватывали византийские земли и образовывали на них независимые или полунезависимые бейлики. Сельджукский военачальник Артук бен Эксюк, служивший Альп-Арслану с 455/1063 года, принимал участие в разгроме византийцев при Манцикерте.

### Чубук
Чубук-бей был в окружении Артука-бея и участвовал в походе Артука на Византию, дойдя до Никомедии. Чубук-бей принимал участие в захвате армией Мелик-шаха бейлика Марванидов. После осады и взятия Майяфарикина 31 августа 1085 года, визирь сельджукского султана Мелик-шаха Фахреддин назначил Чубука шихне города, дал ему 300 солдат и поручил завоевать Харпут и его окрестности. После выполнения этого задания Чубук получил Харпут как икта. Ибн-аль-Асир упоминал об участии Чубука в завоевании Адена в 1092/93 годах. Считается, что Чубук-бей правил в Харпуте как минимум до ноября 1094 года. Затем армия Тутуша приняла участие в битве при Рее. Чубук-бей был в армии Тутуша и, предположительно, погиб в этой битве.

### Мехмед
Эмиру Чубуку наследовал его сын Мехмед. Впервые Мехмед упоминается в связи с событиями 1104 года: он принимал участие в битве при Хое между султаном Баркияруком и его братом Мухаммедом Тапаром. В 1106 году султан Мухаммед сместил с поста атабека Мосула эмира Джекермыша и назначил вместо него Джавали (Чавли). Джекермыш не хотел уступать пост, но в состоявшейся битве у стен Мосула Джавали победил Джекермыша. Несмотря на это, жители Мосула не открыли ему ворота, опасаясь его жестокости, и призвали на помощь Конийского султана Кылыч-Арслана. Сын Чубука, эмир Мехмед, присоединился к кампании Кылыч-Арслана против Джавали. Однако в битве, состоявшейся летом 1107 года на реке Хабур, анатолийские беи покинули султана, оценив силы противника. Кылыч Арслан потерпел поражение и утонул. В 1112 году Мехмед скончался. Балак Гази, внук Артука-бея, которому сообщили, что бей Харпута умер, начал захватывать его земли. Прежде всего он захватил Палу и его окрестности (Мазгирт, Дерсимский регион и Чемишкезек). Балак захватил все земли бейлика кроме Харпута и основал новое княжество, сделав город Палу его столицей. У Мехмеда остались дети, поскольку потомки Чубука-бея жили и в более поздние времена, но они не упоминались, когда Балак Гази захватил земли бейлика. Это указывает на то, что они были ещё малы. Вероятно, кто-то из сыновей Мехмеда продолжал оставаться беем Харпута.

### Последние годы
В 1113 году вдова Кылыч Арслана оставила своего сына Тогрула-Арслана со своим братом в Малатье и уехала к Балаку в Палу, чтобы выйти за него замуж. Престиж Балака сильно вырос, и эмир Харпута испугался. В 1114 году он продал город  Тогрулу-Арслану. Однако посланные Тогрулом-Арсланом в Харпут войска не остались в городе, а вернулись в Малатью из-за приближения армии Великих Сельджуков под командованием Ак-Сункура аль-Бурсуки и сына Мухаммеда Тапара Месуда. Во время этого похода против крестоносцев возникли разногласия между Артукидом Иль-Гази и Ак-Сункуром. Это привело к поражению сельджукской армии и к захвату Мелика Месуда эмиром Иль-Гази.
Некоторые историки писали, что Балак встал на сторону своего дяди в этой войне, быстро пришёл в Харпут и захватил город в 1115 году. Однако в источниках того периода такой информации нет. К. Каэн писал, что эмир Харпута был потомком Чубука и все ещё правил в 1115 году. В другой работе К. Каэн писал, что Балак женился на матери Тогрула-Арслана в 1118 году, чтобы было легче захватить Харпут. Михаил Сириец писал, что «Балак взял Хисн-зиад под свой контроль» в 1119 году. Согласно "Анонимной сирийской хронике", «сын Артука Балак держал Ханзит и замок Харпут» до 1121 года. Аннексия Харпута, скорее всего, должна была произойти в  1119 или 1120 году. С захватом Харпута Балаком бейлик прекратил существование.
Из-за недостатка источников невозможно точно определить территории бейлика. Нет сомнений в том, что в него входил весь регион Ханзит с центром в Харпуте, Палу на границе Ханзита и Мазгирт. Вероятно, в него входили Чемишкезек, Дерсим, Эгин, Арапгир, Пютюрге. Бейлик Чубукогуллары, несмотря на своё короткое существование, сыграл важную роль в переселении многих туркмен в этот регион в годы завоевания Анатолии, поскольку Харпут был расположен в стратегически важном месте, позволявшем контролировать пути миграции.

### Потомки
После гибели Балака Гази в 1124 году Харпут перешёл к Сулейману, сыну его дяди Иль-Гази, а Палу и другие места перешли в руки Давуда, сына другого его дяди, Сукмана. Вскоре после этого Сулейман умер, и Харпут также присоединился к владениям Давуда. Город оставался под властью Артукидов до тех пор, пока регион не был захвачен Алаэддином Кей-Кубадом в 1234 году.
После присоединения Харпута к землям Артукидов Хисн-Кейфы, внуки Чубука-бея продолжали жить в регионе и служить Артукидам. Некоторые из потомков Чубука-бея остались в Хисн-Кейфе, а некоторые пошли на службу к Артукидам Мардина. Ибн аль-Азрак писал, что во время написания им «Истории Майяфарикина» потомки Чубука-бея состояли на службе у Фахреддина Кара Арслана (1144—1167) и его сыновей. Сын Кара-Арслана Иль-Гази II воспитывался в Хлате у своего дяди, Сукмана II. По словам Ибн аль-Азрака, одним из руководителей делегации, посланной Кара-Арсланом в Хлат к Сукману II за выросшим Иль-Гази II, был некий эмир Чубук.
О постройках Чубукогуллары данных мало. Согласно Ибн аль-Азраку, во время брака визиря Амида Нисаноглу с сестрой эмира Эрзена  Фахреддина Девлетшаха свадебная процессия остановилась в Чубук-Хане на дороге из Эрзена в Амид. Вероятно, он был построен эмиром Чубуком. Более никаких данных об этом караван-сарае нет.